# Onychodiaptomus
Onychodiaptomus là một chi động vật giáp xác Copepoda thuộc họ Diaptomidae.

## Phân loại
Chi này có các loài sau:
- Onychodiaptomus birgei (Marsh, 1894)
- Onychodiaptomus hesperus M. S. Wilson & Light, 1951
- Onychodiaptomus louisianensis M. S. Wilson & W. G. Moore, 1953
- Onychodiaptomus sanguineus (S. A. Forbes, 1876)
- Onychodiaptomus virginiensis (Marsh, 1915)

Onychodiaptomus louisianensis, một loài đặc hữu của Hoa Kỳ, được Sách đỏ xếp loại thiếu dữ liệu.